# 라면 스프
라면 스프는 인스턴트 라면의 국물을 내는 식재료이며, 분말하고 건더기 스프가 있다. 
일부 라면은 매운 기름 따위의 액상스프를 담고 있으며, 요리 베이스의 일종이다.

## 개요
라면을 끓일 때 면과 함께 넣는 수프. 각종 양념과 채소 따위를 갈아 수분을 증발시키고 농축하여 가루로 만든

## 특징
분말하고 액상형이 있으며 둘 다 사용하는 특이한 경우도 있다. 
국내 인기 라면들의 경우 대부분 분말형을 선호하고 있다. 
액상형 스프를 사용하면 스프의 제조 단가와 운송 단가가 높아지기 때문에 라면의 가격도 올라간다. 
때문에 고급형 라면에 쓰이는 경우가 많으며, 대개 매운맛을 강조하기 위해 붉은 색을 띠고 있다. 
사실 고춧가루 외에도 다양한 향신료를 이용해 매운 맛을 내기 때문에 매운 맛과 스프의 붉은 색은 크게 상관이 없다. 
주로 파프리카 등의 고추에서 추출한 유성 색소가 사용된다.
국물 자체를 농축하는 법을 쓰기도 하지만(액상 스프 일부), 농축성분에 갖은 조미료를 추가한 종류가 일반적이다.